# Bezpieczeństwo identyfikacyjne
Bezpieczeństwo identyfikacyjne – stan niezakłóconego funkcjonowania państwa w obszarze obejmującym:
1. prawidłową weryfikację deklarowanej tożsamości osób,
2. Weryfikację prawidłowości przyporządkowania danej osoby i jej tożsamości do określonych uprawnień wynikających z dokumentu, jakim się ona posługuje,
3. obrót prawny i gospodarczy związany z użyciem dokumentów potwierdzających tożsamość lub określone uprawnienia,
4. ochronę obywateli przed kradzieżą tożsamości.

Bezpieczeństwo identyfikacyjne jest jednym z rodzajów bezpieczeństwa państwa.